# Santalum album
Espèce
Classification APG III (2009)
Synonymes
- Sirium myrtifolium L.[2]

Statut de conservation UICN

 VU A2de : Vulnérable
Santalum album, le Santal blanc, est un petit arbre tropical de la famille des Santalaceae. C'est la source la plus connue du bois de santal. Cette espèce est cultivée et commercialisée depuis de nombreuses années, certaines cultures misant sur ses qualités odorantes et médicinales. Elle rapporte beaucoup sous la forme d'huile essentielle, mais n'est plus exploitée intensivement en tant que matériau pour la sculpture sur bois. À cause de cette exploitation, la population à l'état sauvage est devenue vulnérable à l'extinction.

## Description

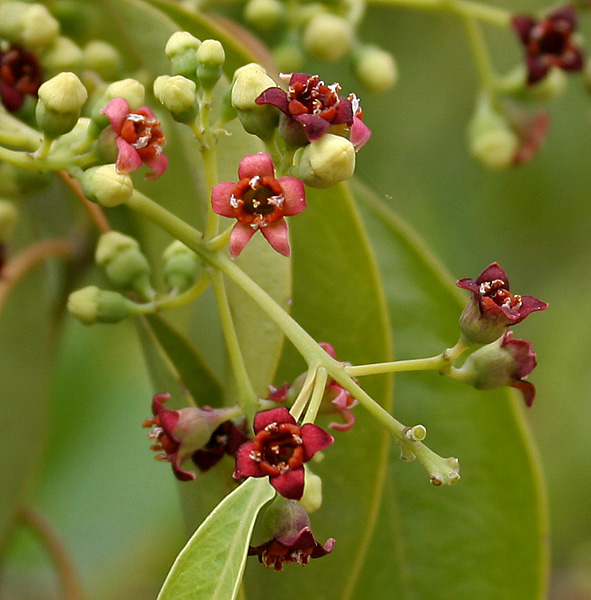
Fleurs (Hyderabad, Inde).

L'arbre atteint une hauteur de 4 à 9 mètres, et peut vivre pendant un siècle. La cime est à rameaux retombants. Son habitat est variable, il peut s'entrelacer avec d'autres espèces située dans le voisinage. La plante parasite les racines des autres espèces d'arbres par un mécanisme de succion qui équipe ses propres racines, mais sans grave préjudice pour ses hôtes. Ainsi, jusqu'à 300 espèces (y compris ses congénères) peuvent contribuer à son développement par apport de macronutriments à base de phosphore, d'azote et de potassium ; mais aussi de l'ombre notamment pendant les premières phases de son développement. Il peut se propager par le bais du drageonnage du bois au cours de son premier stade de développement, en établissant des petites pousses.
L'écorce est tendue, brun foncé ou rougeâtre et pouvant paraître presque noire. Elle est lisse chez les sujets jeunes mais devient rugueuse chez les sujets plus âgés, avec de profondes crevasses verticales laissant apparaître l'intérieur rouge. Le cœur est de couleur vert pâle ou blanc comme son nom commun l'indique. Les feuilles sont minces, opposées, et de forme ovée à lancéolée. La face supérieure est glabre et d'un vert brillant, et la face inférieure verdâtre. L'arbre produit des fruits au bout de trois ans, avec des graines viables à partir de cinq ans. Les semences sont répandues par les oiseaux.

## Nomenclature
La nomenclature des autres bois de santal et la taxinomie du genre sont dérivées de cette espèce historique et largement utilisée. Beaucoup de langues possèdent un mot décrivant cette plante. Santalum album est inclus dans la famille des Santalaceae, qui est placée dans l'ordre des Santalales, et s'appelle communément « bois de santal des Indes orientales ». Son genre, Santalum, est désigné par Carl von Linné dans la première description botanique, qui a été publiée dans Species Plantarum en 1753 avec la mention « Habitat en Inde ». La dénomination Santalum ovatum utilisée par Robert Brown dans Prodromus Florae Novae Hollandiae (1810) est considérée comme un synonyme de cette espèce par Alex George en 1984. L'épithète spécifique album fait référence au cœur blanc du bois.
L'espèce a été la première à être connue sous le nom de bois de santal, bien qu'elle soit souvent jointe à la description d'une région. D'autres espèces du genre Santalum, comme l'australien Santalum spicatum, se distinguent par un nom régional.
Le bois de santalum album a différents synonymes dans le monde industriel et dans la pharmacopée : santal de Mysore, santal des Indes ou santal blanc des Indes et santal népalais entre autres; le bois plus tendre et aromatique de l'aubier du santalum album étant blanchâtre, il prend l'appellation commerciale santal blanc tandis que le bois de coeur plus dur, imputrescible et jaunâtre se trouve sous le nom de santal citrin,.

## Répartition
Cet arbre hémiparasite se produit dans les zones semi-arides de l'Inde vers le Pacifique Sud, et sur la côte nord de l'Australie. Il est originellement endémique de l'est de l'Indonésie, du nord de l'Australie et des zones tropicales de la péninsule indienne. Il est maintenant autochtone aux forêts sèches à feuilles caduques de la Chine, l'Inde, Hawaii, le Sri Lanka, l'Indonésie, les Philippines et le nord-ouest de l'Australie, bien que l'étendue de cette dispersion de ces régions ne soit pas connue.

## Habitat
Santalum album se rencontre dans les forêts sèches et ce du littoral jusqu'à 700 m d'altitude. Il pousse normalement dans le sable rouge ou les sols pierreux, mais peut occuper un large éventail d'autres types de sol. La gamme de température s'étend de 0 à 38 °C et les précipitations annuelles entre 500 et 3 000 mm.

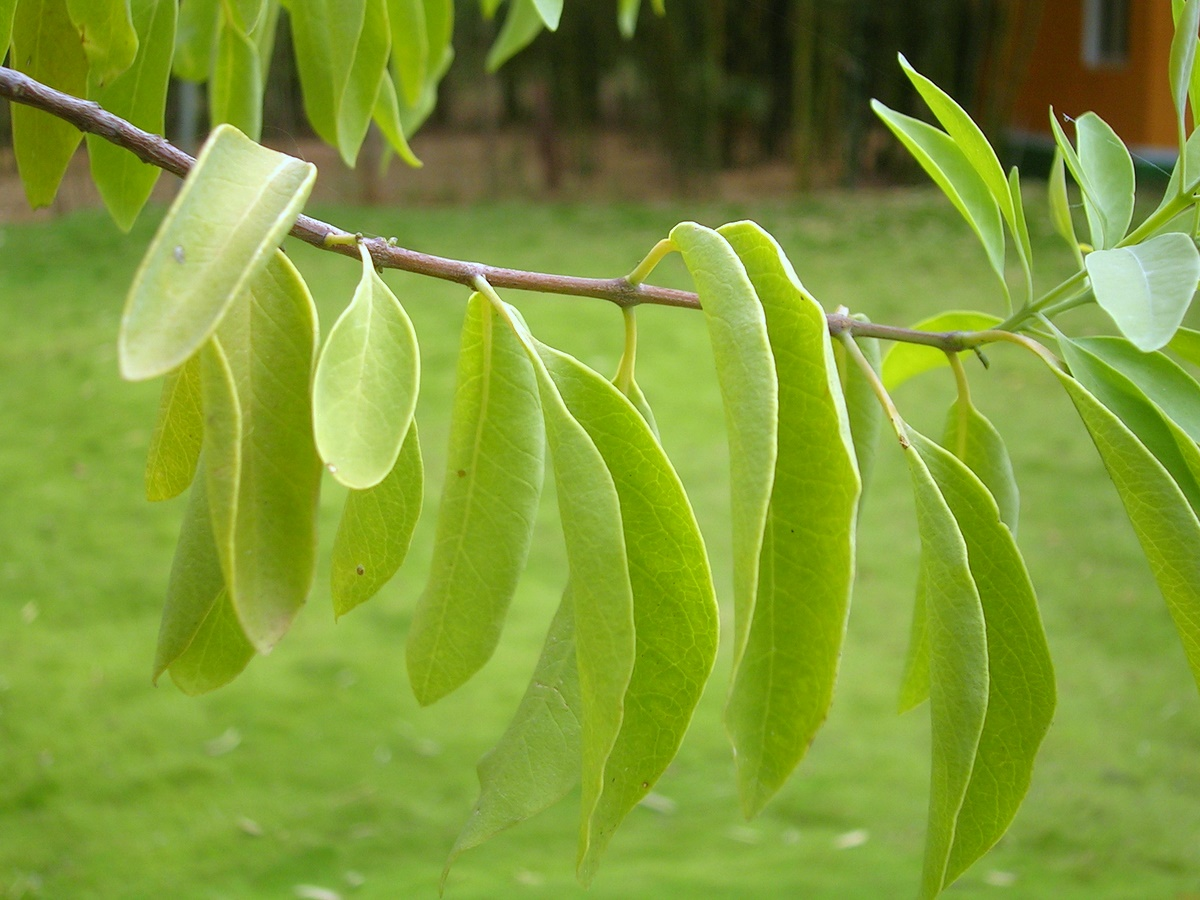
Feuilles de Santalum album.

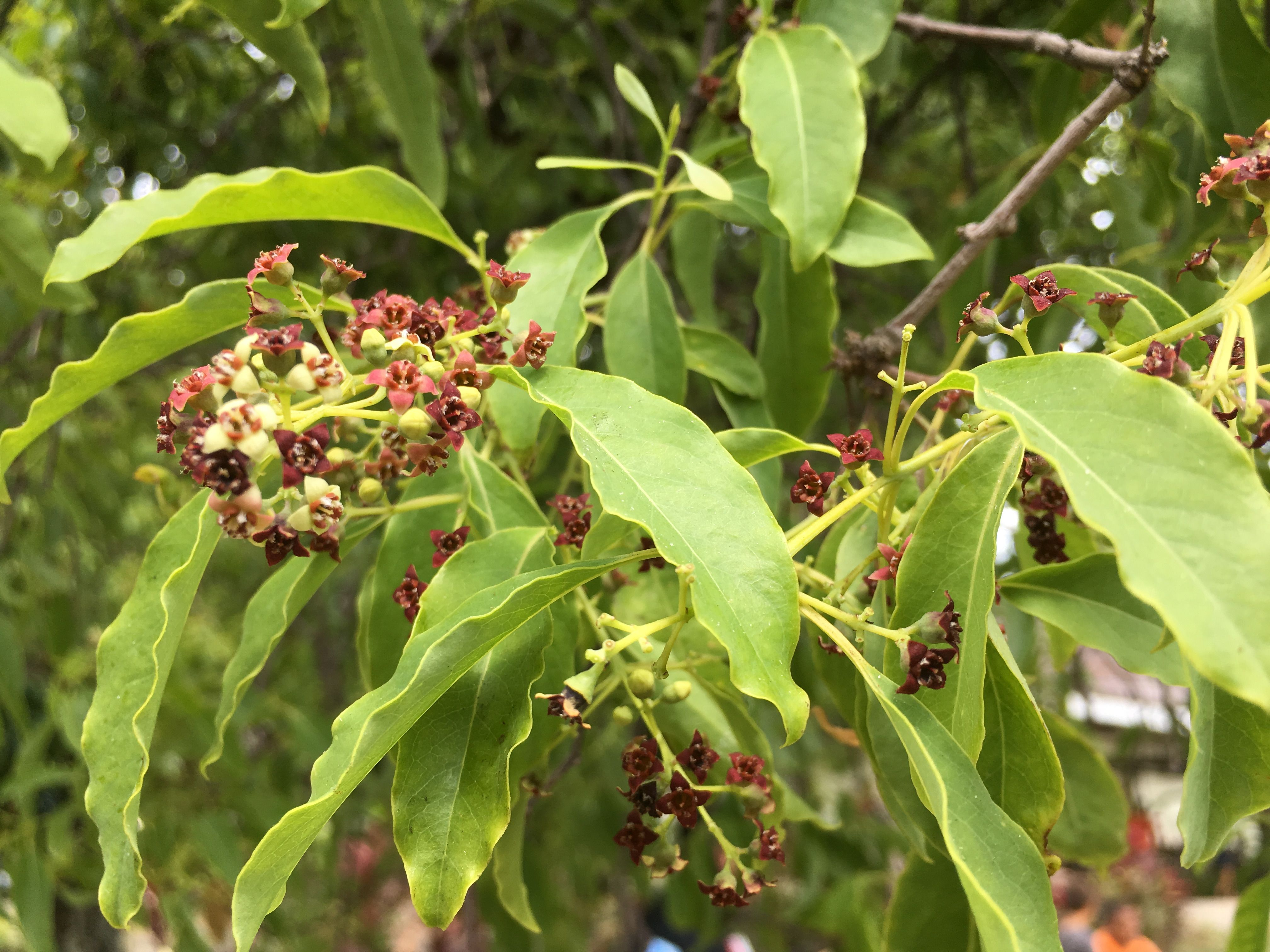
Santalum album à Tahiti.

## Préservation
L'espèce est menacée par la surexploitation des terres et la dégradation de l'habitat. Les incendies, l'agriculture et le défrichement sont les facteurs les plus préoccupants. La préservation de cette ressource fragile est envisagée par la législation et la recherche agronomique,,.
Le gouvernement indien a pris des mesures pour interdire l'exportation de son bois.

## Utilisation

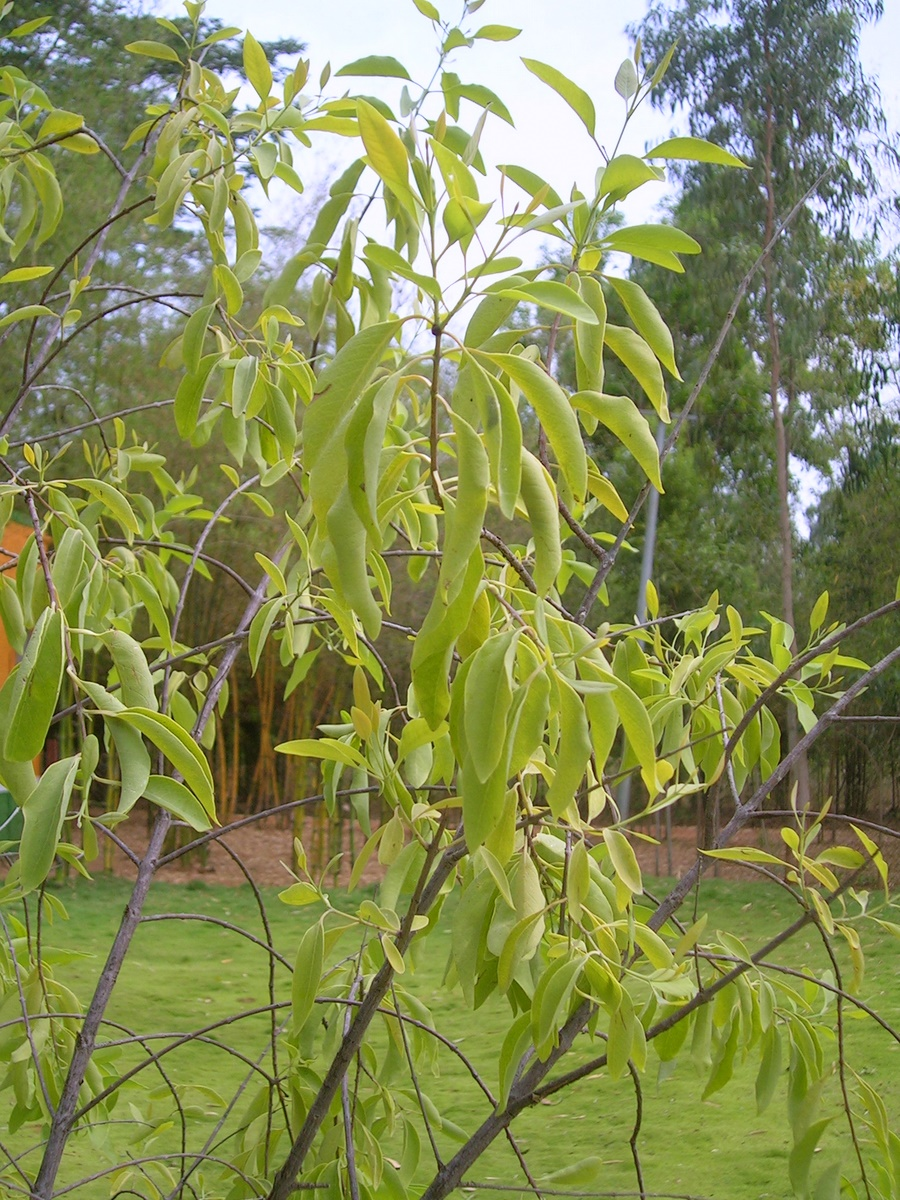
Jeunes arbres.

Santalum album est la principale source de bois de santal et des dérivés des huiles. Il occupe une place importante dans les sociétés de distribution de produits naturels. La forte valeur de cette plante a conduit à son agriculture, et accru le volume de sa distribution. Les caractéristiques de cette d'huile essentielle sont définies par la norme ISO 3518:2002.
La longue période de maturation et les difficultés liées à sa culture ont constitué des freins à sa plantation. La récolte de l'arbre comporte plusieurs étapes de séchage et de traitement, qui ajoutent ainsi de la valeur commerciale.
La récolte du bois de santal est préférable sur des arbres en âge avancé. Mais son bois peut être vendable dès l'âge de sept ans. L'arbre est entièrement supprimé, au lieu de le couper à la base dans le cas du régime de taillis.
Le bois et les huiles font l'objet d'une forte demande, et constituent un commerce dans ces régions du monde :
Australiel'utilisation de toutes les espèces australiennes du Santalum a été intensive. Une espèce différente, Santalum spicatum, a été largement récoltée et exportée, en tant qu'alternative moins chère de cette espèce, depuis l'Australie occidentale au cours de la colonisation. Les plantations de bois de santal indien commercial sont maintenant en cours à Kununurra, Australie occidentale.
IndeSantalum album figure dans la littérature indienne depuis plus de deux mille ans. Son huile et son bois sont utilisés dans les rituels religieux. Il sert également de matériau de construction dans les temples et autres constructions. Le gouvernement indien a interdit son exportation afin d'en réduire le risque de surexploitation. Dans le sud de l'État indien de Karnataka, tous les arbres de plus d'une circonférence spécifiée deviennent la propriété de l'État. La coupe des arbres, même sur une propriété privée, est réglementée par le Département des forêts. Le célèbre trafiquant Koose Muniswamy Veerappan a participé à l'abattage illégal de cet arbre.
Pacifique Suddes sociétés ont utilisé le bois de santal.
Sri Lankahistoriquement, son utilisation a été intensive.